# Kernu
Kernu era un municipio rural perteneciente al condado de Harju.
Su capital era la ciudad de Haiba, una de las 17 localidades del municipio.
Al 1 de enero de 2017 tenía 2034 habitantes en una superficie de 174,7 km².
Como resultado de la reforma administrativa de 2017, el municipio de Kernu pasó a formar parte del municipio de Saue. 

## Localidades de Kernu
Por orden alfabético:
Allika, Haiba, Hingu, Kaasiku, Kabila, Kernu, Kibuna, Kirikla, Kohatu, Kustja, Laitse, Metsanurga, Mõnuste, Muusika, Pohla, Ruila, Vansi.